# Vulcano (1844)
„Vulcano” – bocznokołowiec należący Kaiserliche und Königliche Kriegsmarine, jeden z pierwszych parowców austriackiej marynarki wojennej, pierwszy okręt w historii z pokładu którego użyto balony w celach bojowych.

## Historia
Zbudowany w Wenecji w latach 1842-1844 „Vulcano” brał udział w blokadzie morskiej Republiki Świętego Marka w latach 1848-1849. 12 lipca 1849 z pokładu „Vulcano” w kierunku Wenecji wypuszczono nieznaną liczbę balonów na gorące powietrze do których podczepione były ładunki wybuchowe z mechanizmem zegarowym. Atak skończył się niepowodzeniem, wiatr zmienił kierunek i balony poleciały w przeciwnym niż zamierzonym kierunku. Atak balonowy nie został już nigdy powtórzony.
W późniejszym czasie „Vulcano” został przemianowany na „Vulcan”, okręt pozostał w służbie do 1872. Po 1872 okręt został wycofany z aktywnej służby i służył jako hulk, około 1882 został sprzedany i używany jako hulk do składowania węgla, jego dalsze losy nie są znane.